# 記不起
《記不起》（日語：名刺ゲーム）為鈴木收原著之長篇懸疑小說，經WOWOW電視台改編、製作為電視連續劇，由堤真一主演、岡田將生合演，全劇共四集。

## 劇情概要
在一個地下室內，人氣猜謎遊戲節目製作人神田達也（堤真一）從昏迷中醒來。他醒來後看到自己頸上被安裝了一個項圈，地上則有大量名片。同時他的女兒美奈（大友花戀）也被安裝了同樣的項圈，兩人都被囚禁於這個密室內。就在這時，一名自稱為Ｘ的神祕男子（岡田將生）突然出現，為神田準備了一個限時兩小時的「名片遊戲」。遊戲規則是要神田把名片正確地還給原來的主人，如果找錯了人，她女兒項圈上的炸彈就會爆炸。但在這個遊戲的背後，還隱藏著更驚人的祕密。

## 登場人物

### 主要人物
- 神田達也：堤真一[6]（香港配音：陳欣）

人氣益智遊戲節目《Mystery Spy》的製作人，被神祕男子（謎之男）Ｘ囚禁，女兒生死掌握在自己手中。
- 謎之男Ｘ/薄井忍：岡田將生[7]（香港配音：張裕東）

圍著彩色圍巾的神祕男子，囚禁神田達也與神田美奈，主持「名片遊戲」，事先找來怨恨神田達也的三人（Ａ、Ｂ、Ｃ）參加遊戲、擔任出題人。

### 「名片遊戲」參加者
- 大木真琴（A子）：河井青葉（日语：河井青葉）（香港配音：黃玉娟）[7]
- 松永累（B太）：落合扶樹（日语：落合モトキ）[7]（香港配音：林筠翔）
- 山本司（C子）：夏菜[7]（香港配音：吳羨婷）

### 神田家
- 神田美奈：大友花戀[7]（香港配音：陳皓宜）

高中一年級生，神田的女兒，「名片遊戲」的人質。
- 神田由美：霧島麗香（香港配音：曾秀清）

神田的妻子。

### Mystery Spy
- 大原舞香：柳百合菜（香港配音：何璐怡）

邊緣偶像，參演《Mystery Spy》執行任務。
- 峰田きよし：堀部圭亮（日语：堀部圭亮）（香港配音：潘文柏）

益智遊戲節目《Mystery Spy》的主持人。
- 足達：梶原善（日语：梶原善）（香港配音：馮錦堂）

當紅電視節目腳本企畫。
- 片山章二：田口智朗（日语：田口トモロヲ）（香港配音：葉振聲）

益智遊戲節目《Mystery Spy》的總導演。
- 愛莉 - 片岡沙耶（香港配音：何晶晶）
- 小丸 - 上田遙（香港配音：李潤知）

### 客串
第1集
- 重松 - 澀谷謙人（香港配音：陳成港）
- 大木和孝 - 須藤公一（香港配音：陳卓智）
- 西野未姬 - 本人（香港配音：魏惠娥）
- 田坂惠理 - 遠藤留奈（香港配音：劉惠雲）

第2集
- 飯伏幸太 - 本人
- 木下鳳華 - 本人（第3集）（香港配音：劉昭文）
- 都丸紗也華 - 本人（第3集）
- 杉山裕之 - 本人（第3集）

第3集
- Sophie - 最上Moga（香港配音：成瑤孆）
- 猥瑣岡田 - 本人（香港配音：蕭徽勇）

第4集
- 大塚弘太 - 本人

## 製作團隊
- 編劇：渡部亮平
- 導演：木村尚（日语：木村ひさし）、瀧悠輔
- 音樂：フジモトヨシタカ（日语：フジモトヨシタカ）

## 播出日程
| 集數 | 播出日期 | 日文標題 |
| ---- | -------- | -------- |
| 1    | 12月2日  | ゲーム？ |
| 2    | 12月9日  | ヤラセ？ |
| 3    | 12月16日 | マクラ？ |
| 4    | 12月23日 | オヤコ？ |

## 外部連結
- 《名片遊戲》WOWOW電視台官方網站 （页面存档备份，存于）（日語）

| 日本 WOWOW 週日連續劇W         | 日本 WOWOW 週日連續劇W               | 日本 WOWOW 週日連續劇W |
| ------------------------------ | ------------------------------------ | ---------------------- |
|                                | 名片遊戲 （2017.12.02 - 2017.12.23） |                        |
| 單戀 (2017.10.21 - 2017.11.25) | 春天來了 (2018.01.13 - 2018.02.20)   |                        |

| 香港 myTV SUPER 日劇台 星期四 13:30 - 15:30、16:30 - 18:30、19:30 - 21:30及22:30 - 00:30 | 香港 myTV SUPER 日劇台 星期四 13:30 - 15:30、16:30 - 18:30、19:30 - 21:30及22:30 - 00:30 | 香港 myTV SUPER 日劇台 星期四 13:30 - 15:30、16:30 - 18:30、19:30 - 21:30及22:30 - 00:30 |
| ---------------------------------------------------------------------------------------- | ---------------------------------------------------------------------------------------- | ---------------------------------------------------------------------------------------- |
|                                                                                          | （2018.04.12 - 2018.05.03）                                                              |                                                                                          |
| 天才的妻子 （2018.04.05）                                                                | 春天來了 （2018.05.10 - 2018.06.07）                                                     |                                                                                          |